# Blood & Treasure
Blood & Treasure ou Chasseurs de trésors au Québec, est une série télévisée américaine d'action et d'aventure en 26 épisodes de 42 minutes créée par Matthew Federman et Stephen Scaia, dont la première saison a été diffusée entre le 21 mai et le 6 août 2019 sur le réseau CBS, et la deuxième saison du 17 juillet 2022 au 2 octobre 2022 sur le service Paramount+.
Au Québec, elle est diffusée depuis le 28 mai 2020 sur Évasion et en clair sur TVA à partir du vendredi, 20 septembre 2024, et en France à partir du 13 avril 2022 sur NRJ 12.

## Synopsis
Danny McNamara, ancien agent du FBI et expert en antiquités s'associe à une voleuse d'art pour arrêter un terroriste qui finance ses attaques grâce aux vols de trésors.

## Distribution

### Acteurs principaux
- Matt Barr : Danny McNamara
- Sofia Pernas : Lexi Vaziri
- James Callis : Simon Hardwick
- Katia Winter : Gwen Karlsson
- Michael James Shaw : Aiden Shaw
- Oded Fehr : Karim Farouk
- Alicia Coppola : Dr Ana Castillo
- Mark Gagliardi : Father Chuck

### Acteurs récurrents
- John Larroquette : Jay Reece
- Antonio Cupo : Captain Bruno Fabi
- Tony Nash : Omar
- Ali Hassan (en) : Taj bin Yusef
- Anna Silk : Roarke

## Production
Le 17 février 2023, la série est annulée.

### Fiche technique
- Titre original et français : Blood & Treasure
- Titre québécois : Chasseurs de trésors
- Création : Matthew Federman, Stephen Scaia
- Réalisation : Steve Boyum, Guy Norman Bee, Holly Dale, Tawnia McKiernan, Alrick Riley, Craig Siebels, Michael Dinner
- Scénario : Matthew Federman, Stephen Scaia, Kevin Chesley, Dana Farahani, Siavash Farahani, Bryan Shukoff, Gaia Violo, Javier Grillo-Marxuach, Nazrin Choudhury, Taylor Elmore, Lara Olsen,
- Musique : Kyle Newmaster
- Casting : Elizabeth Barnes
- Direction artistique :
- Décors :
- Costumes : Odette Gadoury
- Photographie :
- Montage :
- Production :
- Production déléguée :
- Société de production : CBS Télévision
- Société de distribution :
- Pays d'origine :  États-Unis
- Langue originale : anglais
- Format : 1080i
- Genre : Action - Aventure
- Durée : 42 minutes
- Date de première diffusion :
  - États-Unis : 21 mai 2019 sur CBS

## Épisodes

### Première saison (2019)
1. La Malédiction de Cléopâtre - 1re partie (The Curse of Cleopatra, part 1)
2. La Malédiction de Cléopâtre - 2e partie (The Curse of Cleopatra, part 2)
3. Le Code de l'Hawaladar (Code of the Hawaladar)
4. Le Secret de Macho Grande (The Secret of Macho Grande)
5. La Confrérie de Serapis (The Brotherhood of Serapis)
6. Le Train fantôme de la Sierra Perdida (The Ghost Train of Sierra Perdida)
7. Cavale à Casablanca (Escape from Casablanca)
8. La Lunchbox du destin (The Lunchbox of Destiny)
9. L'Ombre du projet Athéna (The Shadow of Projekt Athena)
10. La Rançon de la vengeance (The Wages of Vengeance)
11. Le Retour de la Reine (Return of the Queen)
12. L'Héritage paternel (Legacy of the Father)
13. La Vengeance de Farouk (The Revenge of Farouk)

### Deuxième saison (2022)
Elle a débuté le 17 juillet 2022 sur Paramount+.
1. L'Âme de Genghis Khan (The Soul of Genghis Khan)
2. La Légende du tigre doré (Tales of the Golden Tiger)
3. Le Trésor de l'empire rouge (Spoils of the Red Empire)
4. Dans la Zone Interdite (Into the Forbidden Zone)
5. Opération Dragon Gate (Enter the Dragon Gate)
6. Mystère sur l'Île Poison (Mystery at Poison Island)
7. Les Corbeaux de Shangri-La (The Ravens of Shangri-La)
8. La Cité perdue de Sana (The Lost City of Sana)
9. Le Trône de Khan (The Throne of the Khan)
10. L'Héritage secret des Mongols (The Secret History of the Mongols)
11. Attaque contre la Forteresse Cachée (Raid on the Hidden Fortress)
12. L'Année du rat (The Year of the Rat)
13. Affrontement à Hong Kong (Showdown in Hong Kong)

## Accueil

### Critiques
Sur Rotten Tomatoes, la série a une cote d'approbation générale de 54 % basée sur 13 critiques, avec une note moyenne de 5,78/10.
Sur Allociné, le public attribue une note de 3,6 à la série.

### Distinctions
- 2020 : Leo Awards : Meilleur acteur dans un second rôle dans une série télévisée dramatique pour Antonio Cupo[8].

## Lieu de tournage
Dans la saison 2, à l'épisode 12, le stade Olympique de Montréal sert de lieu de tournage pour un stade en Allemagne.

## Anecdotes
À de nombreuses reprises, des personnages de la séries disent vouloir boire du Gin tonic.
Dans le dernier épisode de la saison 2, le personnage de James Callis présente un passeport au nom de Guy Baltar. Un clin d'oeil à son personnage dans Battlestar Galactica: Gaius Baltar.